# Kataude mashin gāru
Kataude mashin gâru (The Machine Girl) es una película japonesa del año 2008, escrita y dirigida por Noboru Iguchi, con efectos especiales de Yoshihiro Nishimura. El film está protagonizado por Minase Yashihiro en el rol de Ami. El género es de acción, terror, gore y comedia negra. 
La película fue premiada en el "Yubari International Fantastic Film Festival" en marzo de 2008.

## Argumento
La historia trata sobre una joven estudiante de secundaria, cuya vida un día es destrozada cuando su hermano, Yu, y su amigo Takeshi son asesinados por un clan de ninjas yakuza, liderados por Sho Kimura.
Ami localiza a Sho para vengarse de él, pero es sorprendida, y tras sobrevivir al ataque de los yakuza de Sho pierde su brazo izquierdo. Ami logra escapar y se esconde en la casa de los padres de Takeshi, que trabajan como mecánicos en un taller. 
Las habilidosos padres de Takeshi construyen para Ami una prótesis especial para su brazo que consiste en una poderosa arma de fuego, con la que podrá vengarse y luchar contra los yakuza de Sho.

## Reparto
- Minase Yashiro como Ami Hyuga.

- Asami Sugiura como Miki.

- Kentarô Shimazu como	Ryûji Kimura (mafioso jefe Kimura).

- Honoka como Violet Kimura.

- Nobuhiro Nishihara como Sho Kimura.

- Yûya Ishikawa como Suguru Sugihara.

- Ryôsuke Kawamura como	Yu Hyuga.

- Demo Tanaka como Kaneko (mafioso miembro de la banda de Kimura).

- Nahana como Masako Fujii.

- Tarô Suwa como mafioso miembro de la banda de Kimura.

- Noriko Kijima como Yoshie.

- Kentaro Kishi como Yôsuke Fujii como Kentarô Kishi.

## Estrenos
La película fue estrenada en Estados Unidos el 23 de mayo de 2008 y en DVD el 3 de junio de 2008.
En Japón fue estrenado el 2 de agosto de 2008, y en DVD el 23 de enero de 2009, incluyendo un segundo DVD con el corto "Shyness de Machine Girl" (Hajiraiマシンガール, Hajirai mashin gāru) como secuela de la película.
En EE. UU. se volvió a vender el DVD con el segundo disco complementario de "Shyness de Machine Girl", con el título "Machine Girlite", el 4 de agosto de 2009.